# Wolfmother (альбом)
Wolfmother  — дебютный альбом австралийской хард-рок группы Wolfmother, выпущенный 31 октября 2005 года лейблом Modular в Австралии, а в 2006 году в остальном мире. Альбом поднялся до #3 в австралийских чартах и стал здесь пятикратно платиновым. В Великобритании альбом получил золотой статус, поднявшись в UK Albums Chart до #25. С данным альбомом группа получила множество музыкальных наград, в том числе Гремми за "Лучшее хард-рок исполнение" (сингл "Woman").

## Список композиций
Австралийская версия
1. «Colossal» — 5:02
2. «Woman» — 2:55
3. «White Unicorn» — 5:01
4. «Pyramid» — 4:28
5. «Mind’s Eye» — 4:53
6. «Joker & the Thief» — 4:39
7. «Dimension» — 4:25
8. «Where Eagles Have Been» — 5:32
9. «Apple Tree» — 3:28
10. «Tales from the Forest of Gnomes» — 3:35
11. «Witchcraft» — 3:25
12. «Vagabond» — 3:47

Международная версия
1. «Dimension» — 4:21
2. «White Unicorn» — 5:04
3. «Woman» — 2:56
4. «Where Eagles Have Been» — 5:33
5. «Apple Tree» — 3:30
6. «Joker & the Thief» — 4:40
7. «Colossal» — 5:04
8. «Mind’s Eye» — 4:54
9. «Pyramid» — 4:28
10. «Witchcraft» — 3:25
11. «Tales» — 3:39
12. «Love Train» — 3:03
13. «Vagabond» — 3:50

Американское 14-трековое издание
1. «Colossal» (live at the Big Day Out) — 5:52

Американское 15-трековое издание
1. «Woman» (MSTRKRFT remix) — 3:28
2. «Love Train» (Chicken Lips remix) — 5:44

## Участники записи
Wolfmother
- Andrew Stockdale – вокал, гитара
- Chris Ross – бас-гитара, клавишные
- Myles Heskett – ударные

Приглашенные музыканты
- Lenny Castro – перкуссия в "Apple Tree", "Witchcraft" и "Love Train"
- Dan Higgins – флейта в "Witchcraft"

Над альбомом работали
- Dave Sardy – продюсер, сведение, перкуссия в "Colossal", "Where Eagles Have Been", "Vagabond" и "Love Train"
- Ryan Castle – инженер
- Stephen Marcussen – мастеринг
- Andy Brohard – редактор, ассистент инженера, Pro Tools-редактор
- Cameron Barton – ассистент инженера
- Pete Martinez – ассистент инженера
- Frank Frazetta – художник